# Augustine Williams
Augustine Williams (ur. 3 sierpnia 1997 we Freetown) – sierraleoński piłkarz grający na pozycji napastnika. Od 2022 jest zawodnikiem klubu Charleston Battery.

## Kariera piłkarska
Swoją piłkarską karierę Williams rozpoczął w klubie Nomads SC. W 2016 roku został piłkarzem Portland Timbers i do 2018 roku grał w jego rezerwach w USL Championship. W 2019 roku doszedł do Los Angeles Galaxy. Do 2021 roku grał w jego rezerwach i jednocześnie w 2021 roku stał się również członkiem pierwszego zespołu. 8 lipca 2021 zadebiutował w nim w Major League Soccer w wygranym 3:1 domowym meczu z FC Dallas.
Na początku 2022 roku Williams przeszedł do Charleston Battery. Swój debiut w nim zaliczył 13 marca 2022 w wygranym 1:0 domowym meczu z FC Tulsa. W debiucie strzelił gola.
| Sezon | Klub                  | Kraj              | Rozgrywki        | Mecze | Gole |
| ----- | --------------------- | ----------------- | ---------------- | ----- | ---- |
| 2016  | Portland Timbers 2    | Stany Zjednoczone | USL              | 11    | 3    |
| 2017  | Portland Timbers 2    | Stany Zjednoczone | USL              | 29    | 3    |
| 2018  | Portland Timbers 2    | Stany Zjednoczone | USL Championship | 27    | 5    |
| 2019  | Los Angeles Galaxy II | Stany Zjednoczone | USL Championship | 29    | 7    |
| 2020  | Los Angeles Galaxy II | Stany Zjednoczone | USL Championship | 16    | 13   |
| 2021  | Los Angeles Galaxy    | Stany Zjednoczone | MLS              | 7     | 0    |
| 2021  | Los Angeles Galaxy II | Stany Zjednoczone | USL Championship | 6     | 0    |
| 2021  | San Diego Loyal       | Stany Zjednoczone | USL Championship | 13    | 6    |

## Kariera reprezentacyjna
W reprezentacji Sierra Leone Williams zadebiutował 15 czerwca 2021 w wygranym 1:0 meczu kwalifikacji do Pucharu Narodów Afryki 2021 z Beninem, rozegranym w Konakry. W 2022 roku został powołany do kadry na Puchar Narodów Afryki 2021, jednak nie rozegrał na nim żadnego meczu.